# 艾靈頓線
艾靈頓線（英語：Eglinton Line），又稱艾靈頓跨城線（英語：Eglinton Crosstown Line），是加拿大安大略省多倫多一條興建中的輕鐵路線，全長約19公里，由西至東取道艾靈頓路連接丹尼士山站（Mount Dennis）和堅尼地站，沿線設有25個車站。介乎基爾街和利亞德徑（Laird Drive）長約10公里的路段取道艾靈頓路地下的新建輕鐵專用隧道，餘下路段則於地面運行。此輕鐵線的業權歸安大略省政府轄下的公共交通機構都市連通，項目規劃和統籌由該機構管理，通車後則轉交多倫多市政府轄下的多倫多公車局營運，屆時將會編號為該市地鐵及輕鐵系統中的5號線。項目工程於2013年動土，通車時間暫定為2024年。

## 歷史

### 背景
多倫多公車局於1985年發表「網絡2011」計劃（Network 2011），闡述當時的大多倫多市（即現多倫多市）在往後四分一世紀的公共交通發展方向，除了在市内新建兩條地鐵線外亦包括沿艾靈頓西路設立一條巴士快速交通線，從士巴丹拿地鐵線上的艾靈頓西站向西通往皮爾遜國際機場和皮爾區密西沙加市。計劃中的兩條地鐵線落成後，若艾靈頓路沿線公共交通乘客流量達致所需程度的話，當局便會考慮在該走廊興建地鐵線來取代艾靈頓巴士快速交通線。然而，安大略省政府於同年省選中出現政黨輪替，上台執政的自由黨認為「網絡2011」計劃的造價高昂而將之擱置。
李博領導下的安大略省新民主黨於1990年取代自由黨執政，並於往後年間宣佈恢復拓展大多市公共交通網絡。為了回應怡陶碧谷市議會和約克市議會議員的訴求，省政府同意將艾靈頓西公共交通項目從巴士快速交通線升格為地鐵線。然而，為了讓大多市其他地區的軌道交通拓展項目（如士巴丹拿地鐵線和士嘉堡輕鐵延伸工程、以及雪柏線項目）可於同期進行，各項目規模均有所縮減以控制開支，當中艾靈頓西地鐵線的西端總站便縮短至黑溪徑（Black Creek Drive）。艾靈頓西地鐵線於1994年8月25日正式動工；然而省議會於1995年再度經歷政黨輪替，上台執政的新任保守黨政府大幅削減對TTC提供的撥款，艾靈頓西地鐵線計劃因此胎死腹中，該線在艾靈頓西站之下已挖掘的一小段隧道亦被填回。

### 輕鐵方案爭論

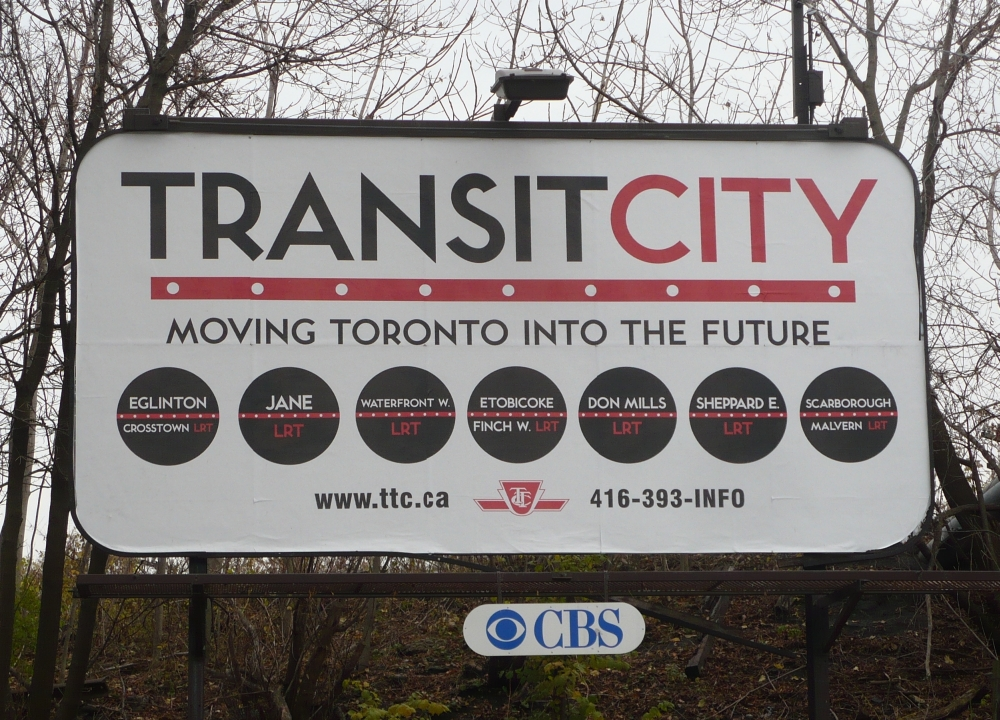
TTC於2008年在多倫多市面標板展示廣告，為「公共交通城」計劃宣傳

2007年，時任多倫多市長苗大衛聯同TTC公佈「公共交通城」（Transit City）計劃，由省政府撥款約80億元在市内興建數條路面輕鐵線，務求以較地鐵線低廉的造價來應對市内的交通問題，當中包括沿艾靈頓路興建一條輕鐵線，西起皮爾遜國際機場，東至士嘉堡區的堅尼地站並在此與士嘉堡輕鐵交匯。路線全長33公里，共設43個車站，當中介乎基爾街和萊爾德徑的路段採新建地底隧道運行。由於計劃經費全數由省府支付，項目亦交予省府轄下的公共交通機構都市連通負責規劃和統籌。在都市連通的堅持下，輕鐵線的軌距從原定的1495毫米（即TTC特有軌距）改為1435毫米（即標準軌距）。項目最初預算造價為22億加元，到2010年則上升至46億元。項目分為兩階段：介乎堅尼地站和珍街（Jane Street）的路段率先興建，而從珍街向西通往皮爾遜機場的路段則留待日後落實。
新任市長福特於2010年上台後喊停「公共交通城」計劃，將公共交通發展重點改回地下鐵路，但艾靈頓輕鐵線因部分路段在地下運行而獲保留。福特更於2011年獲省政府同意將「公共交通城」計劃所獲的80億元撥款轉作全面地下化艾靈頓輕鐵線之用。另一方面，士嘉堡輕鐵的現役車隊車齡日增，TTC一直未就該線的去留作定案；在福特團隊和都市連通協商下，當局計劃將艾靈頓輕鐵與士嘉堡輕鐵合二為一，構成一條新的艾靈頓－士嘉堡跨城線（Eglinton-Scarborough Crosstown line）。全線計劃與其他交通分隔並以輕鐵車輛行駛，全長約25（15.5英里），取道艾靈頓路地下隧道和士嘉堡輕鐵的固有走線，從西至東連接珍街和麥高雲站，造價約為82億元，完工時間定於2020年。
兩級政府於2011年3月31日就艾靈頓輕鐵線全面地下化並與士嘉堡輕鐵合併的方案簽署諒解備忘錄，但此方案仍需獲多倫多市議會通過。另一方面，以TTC主席絲汀茲（Karen Stintz）為首的一班多倫多市議員則認為艾靈頓路走廊東端部分的公共交通客流量尚未達致興建地下鐵路的門檻，全線地下化方案因此不合乎成本效益。市議會遂於2012年2月就此舉行特別會議，而由絲汀茲提出，將艾靈頓輕鐵線部分路段移回地面的方案則以25票對18票獲得通過。
2012年11月28日，都市聯通、多倫多市政府和TTC簽定項目協議書，但當中沒有具體表明艾靈頓輕鐵和士嘉堡輕鐵日後是否直通運行。另一方面，就士嘉堡輕鐵的去留問題，代表士嘉堡一帶選區的市議員則繼續爭取以延伸布魯亞－丹佛地鐵線的方案來取代輕鐵方案。三級政府於2013年確定延伸布魯亞－丹佛線，艾靈頓輕鐵與士嘉堡輕鐵的合併計劃遂告取消，前者大致恢復至《公共交通城》計劃中的規模。

### 興建過程

艾靈頓輕鐵隧道西端部分的鑽挖機出發井工地（攝於2013年4月）

都市聯通於2010年7月率先為艾靈頓輕鐵項目訂購四部隧道鑽挖機，總值5400萬加元。雖然
2010年至2012年間項目具體設計出現爭論，但由於艾靈頓輕鐵此階段的鑽挖隧道路段無論如何皆以珍街和黑溪徑一帶作其西端終點，當局遂於2011年10月開始在黑溪徑與艾靈頓路交界處一帶率先挖掘出發井以便安放其中兩部鑽挖機。介乎黑溪徑和央街之間，全長6.2公里的隧道西端部分工程合約於2012年9月批出，總值3億2000萬加元；負責挖掘該段隧道的兩部鑽挖機於2013年6月開始運作。總值1億7700萬加元的隧道東端部分工程合約則於2013年11月批出，負責挖掘該段隧道的餘下兩部鑽挖機則於2014年啓動。

## 車站
艾靈頓輕鐵的車站由西至東如下：
| 車站英文名稱 | 車站中文譯名（非官方暫譯） | 車站接駁                          | 啟用日期 |
| ------------ | -------------------------- | --------------------------------- | -------- |
| 艾靈頓輕鐵   |                            |                                   |          |
|              | 丹尼士山站                 | GO鐵路基秦拿線                    | 約2024年 |
|              | 基理士杜站                 |                                   | 約2024年 |
|              | 加里東站                   | 日後可能接駁GO鐵路巴里線          | 約2024年 |
|              | 麗湖堤岸站                 |                                   | 約2024年 |
|              | 橡林站                     |                                   | 約2024年 |
|              | 松柏谷站                   | 央街－大學－士巴丹拿線            | 約2024年 |
|              | 森林山站                   |                                   | 約2024年 |
|              | 集連站                     |                                   | 約2024年 |
|              | 阿梵奴站                   |                                   | 約2024年 |
|              | 艾靈頓站                   | 央街－大學－士巴丹拿線            | 約2024年 |
|              | 快樂山站                   |                                   | 約2024年 |
|              | 利西站                     |                                   | 約2024年 |
|              | 利亞德站                   |                                   | 約2024年 |
|              | 新寧公園站                 |                                   | 約2024年 |
|              | 當谷站                     | 安大略線                          | 約2024年 |
|              | 阿迦汗公園及博物館站       |                                   | 約2024年 |
|              | 雲福站                     |                                   | 約2024年 |
|              | 斯隆站                     |                                   | 約2024年 |
|              | 奧干拿站                   |                                   | 約2024年 |
|              | 法馬西站                   |                                   | 約2024年 |
|              | 哈幾米勒寶域站             |                                   | 約2024年 |
|              | 黃金里站                   |                                   | 約2024年 |
|              | 貝治芒站                   |                                   | 約2024年 |
|              | 艾安圍站                   |                                   | 約2024年 |
|              | 堅尼地站                   | 布魯亞－丹佛線 GO鐵路史托夫維爾線 | 約2024年 |

## 外部連結
- 艾靈頓輕鐵項目官方網站：英文版 （页面存档备份，存于）／法文版 （页面存档备份，存于）